# PR-TF 5
El sendero PR-TF 5 es un sendero de Pequeño Recorrido que une el caserío de Chamorga, en Santa Cruz de Tenerife, con el barrio de Igueste de San Andrés, también en el municipio capitalino. Todo el recorrido se encuentra dentro del Macizo de Anaga y, la mayor parte, dentro del parque rural de Anaga. La ruta atraviesa al menos una representación de los ecosistemas más importantes de este espacio protegido. También atraviesa el caserío de Las Casillas, uno de los pocos que han quedado abandonados por la inexistencia de una vía de comunicación rápida con el resto de la isla. La longitud total del recorrido es de 9500 metros, primero con subidas y bajadas alternas, y al final con una gran bajada de más de 600 metros de desnivel.

## Recorrido
El recorrido empieza en el caserío de Chamorga, el punto accesible por carretera más alejado de Santa Cruz de Tenerife dentro del Macizo de Anaga. La carretera que llega hasta Chamorga es la TF 123. Por el Camino Viejo de Anaga, dentro del monte, se sube hasta La Cumbrilla, un grupo de casas con unas vistas excepcionales sobre Chamorga y el Lomo de Las Bodegas. Ahí es precisamente a donde lleva la primera bajada. La Cumbrilla y el Lomo de Las Bodegas son dos lugares que mantienen una forma de vida tradicional basada, principalmente, en la agricultura y la ganadería.
El sendero continúa con una subida inicialmente muy suave, atravesando la cabecera del Barranco de Anosma. La vegetación de fayal-brezal se alterna con claros para bancales de cultivos, generalmente plantados con papas. Tras una subida importante, siguiendo el Camino Viejo de Anaga, llega al Cementerio de la Punta de Anaga. Desde aquí continúa casi llaneando, bordeando la cabecera del Barranco de Ijuana, siempre entre monte y antiguos bancales de cultivo, en su mayor parte abandonados.
Aproximadamente a la mitad del recorrido está el Lomo de Las Casillas, lugar donde se conservan algunas muestras de la arquitectura doméstica tradicional, y que fue abandonado por sus habitantes hace muchos años, por su mal acceso. Después de una pequeña degollada, en Los Andenes, pasa por la cabecera del Barranco de Antequera. A partir de aquí, comienza el descenso final, por un camino zigzagueante que pasa por zonas de vegetación mucho más secas, correspondientes al antiguo bosque termófilo. Algo después del lugar denominado "La Crucita", se llega a la pista del fondo del barranco de Igueste, por donde se llega hasta Igueste de San Andrés, en el litoral sur de Anaga, cuyo singular clima permite el desarrollo de gran variedad de cultivos tropicales y subtropicales como el mango y la papaya.